# 宮崎一樹
宮崎 一樹（みやざき かずき、2001年8月30日 - ）は、東京都日野市出身のプロ野球選手（外野手）。右投右打。北海道日本ハムファイターズ所属。

## 経歴

### プロ入り前
日野市立平山小学校1年生の時に漫画『MAJOR』の影響で野球に興味を持ち、同作がリトルリーグ編を連載していたことから、主人公の茂野吾郎に憧れて調布リトルリーグで野球を始める。日野市立平山中学校在学時は硬式野球のクラブチームである調布リトルシニアでプレーしていた。シニア時代は2学年先輩に清宮幸太郎がいた。
山梨学院高等学校に進学し、1年夏の第99回全国高等学校野球選手権大会、2年夏の第100回全国高等学校野球選手権記念大会ではベンチ外だった。3年春の第91回選抜高等学校野球大会では背番号13で出場。札幌第一との初戦で先発出場して2安打2打点を記録し、チームは24得点を記録して大勝した。西舘昂汰、進藤勇也擁する筑陽学園との2回戦では途中出場で無安打に終わり、チームも敗れた。同年夏の第101回全国高等学校野球選手権大会では背番号15で出場し、熊本工業との初戦で1安打を記録したが、チームはサヨナラ負けを喫した。高校通算本塁打は4本で、レギュラー定着には至らなかったが、当時臨時コーチを務めていた小倉清一郎は宮崎の潜在能力を見抜き、吉田洸二監督に宮崎の起用を進言していた。1学年上に垣越建伸、高校・大学の同期に中込陽翔がいた。
高校卒業後は山梨学院大学へ進学。須田喜照監督に素質を見出されて1年秋から起用され、才能が開花した。3年秋のリーグ戦では打率.600、5本塁打、19打点を記録した。この活躍もあり、4年夏に開催された日米大学野球選手権大会の日本代表に選出された。
2023年10月26日に開催されたドラフト会議にて、北海道日本ハムファイターズから3位指名を受けた。

### 日本ハム時代
2024年5月まででイースタン・リーグ公式戦35試合に出場し、打率.220、4打点、7盗塁を記録すると、31日に初めて出場選手登録された。同日の横浜DeNAベイスターズとの交流戦（エスコンフィールドHOKKAIDO）で7番・左翼手として即起用されると、第1打席で東克樹からのカットボールをバットを折りながら右前に運び、一軍初安打を記録した。4試合に出場し、5打数で安打はその1本のみで、6月10日に登録抹消となった。

## 人物・選手としての特徴
両親は自宅のある東京都日野市でそば屋を営んでいるが、自身はそばアレルギーのため家業を継ぐことができず、両親からは「プロ野球選手になってくれ」と言われていた。
広い守備範囲と強肩、50m5秒9の俊足が持ち味の外野手。遠投は120mで、投手経験は小学生までながら大学時代に投球練習で球速145km/hを計測したことがある。
目標とする選手は鈴木誠也。

## 詳細情報

### 年度別打撃成績
| 年 度     | 球 団     | 試 合 | 打 席 | 打 数 | 得 点 | 安 打 | 二 塁 打 | 三 塁 打 | 本 塁 打 | 塁 打 | 打 点 | 盗 塁 | 盗 塁 死 | 犠 打 | 犠 飛 | 四 球 | 敬 遠 | 死 球 | 三 振 | 併 殺 打 | 打 率 | 出 塁 率 | 長 打 率 | O P S |
| --------- | --------- | ----- | ----- | ----- | ----- | ----- | -------- | -------- | -------- | ----- | ----- | ----- | -------- | ----- | ----- | ----- | ----- | ----- | ----- | -------- | ----- | -------- | -------- | ----- |
| 2024      | 日本ハム  | 4     | 6     | 5     | 0     | 1     | 0        | 0        | 0        | 1     | 0     | 0     | 0        | 0     | 0     | 1     | 0     | 0     | 2     | 0        | .200  | .333     | .200     | .533  |
| 通算：1年 | 通算：1年 | 4     | 6     | 5     | 0     | 1     | 0        | 0        | 0        | 1     | 0     | 0     | 0        | 0     | 0     | 1     | 0     | 0     | 2     | 0        | .200  | .333     | .200     | .533  |

- 2024年度シーズン終了時

### 年度別守備成績
| 年 度     | 球 団     | 外野  | 外野  | 外野  | 外野  | 外野  | 外野     |
| 年 度     | 球 団     | 試 合 | 刺 殺 | 補 殺 | 失 策 | 併 殺 | 守 備 率 |
| --------- | --------- | ----- | ----- | ----- | ----- | ----- | -------- |
| 2024      | 日本ハム  | 2     | 0     | 0     | 0     | 0     | ----     |
| 通算：1年 | 通算：1年 | 2     | 0     | 0     | 0     | 0     | ----     |

- 2024年度シーズン終了時

### 記録

#### 初記録
- 初出場・初先発出場：2024年5月31日、対横浜DeNAベイスターズ1回戦（エスコンフィールドHOKKAIDO）、7番・左翼手で先発出場
- 初打席・初安打：同上、2回裏に東克樹から右前安打
- 初打点：2025年6月15日、対広島東洋カープ3回戦（エスコンフィールドHOKKAIDO）8回裏に中﨑翔太から左線適時二塁打[13]

### 背番号
- 36（2024年 - ）

### 代表歴
- 2023年 第44回日米大学野球選手権大会 日本代表